# Mumetopia terminalis
Mumetopia terminalis är en tvåvingeart som först beskrevs av Friedrich Hermann Loew 1863.  Mumetopia terminalis ingår i släktet Mumetopia och familjen sumpflugor. Inga underarter finns listade i Catalogue of Life.